# 沙面水廠
沙面水廠是原在廣州的一個水廠。

## 历史
建於1916年，位於沙面肇和路49號（今沙面游泳池附近），附設有沙面水塔（1910年建立），容水量454噸，由英法租界內各戶集資、英國工務局籌建，獨立供應租界內用戶用水。日供水900～1,300立方米。
1941年12月曾被日偽廣州自來水廠管理處接管。
水廠於1955年停運，設備被拆除。供水改由自西村水廠的其他輸水幹管提供。沙面水塔則於1953年停用（1976年被拆）。